# 蘇利文兄弟號驅逐艦 (DDG-68)
苏利文兄弟号驱逐舰（英語：USS The Sullivans (DDG-68)）是美国海军阿利·伯克级驱逐舰的第十八艘，以1942年在朱诺号巡洋舰上牺牲的苏利文兄弟命名。
苏利文兄弟号驱逐舰于1994年7月27日在缅因州巴斯的巴斯钢铁厂安放龙骨，1995年8月12日下水，1997年4月19日服役，母港为佛罗里达州梅波特海军基地。